# 国際連合安全保障理事会決議618
国際連合安全保障理事会決議618（こくさいれんごうあんぜんほしょうりじかいけつぎ618 英語: United Nations Security Council Resolution 618）は、1988年7月29日に国際連合安全保障理事会において全会一致で採択された決議。安保理決議579（1985年12月17日に全会一致で採択：人質事件の増加について）を想起した上で、国際連合レバノン暫定駐留軍のウィリアム・R・ヒギンス中佐の拉致を非難するとともに、ヒギンス中佐の即時解放を強く要求した。また国際連合加盟国に今回の決議履行を促進させるための影響力を行使するように求めた。
この決議は履行されず、ヒギンス中佐は拉致実行者に殺害された。